# Conservadorismo liberal
Conservadorismo liberal ou conservadorismo moderado é uma ideologia política que mescla políticas razoavelmente conservadoras em questões sociais com políticas razoavelmente liberalistas em questões econômicas. Também pode ser visto como uma variante do conservadorismo fortemente influenciado pelo liberalismo.
A ideologia incorpora a visão liberal clássica de intervenção estatal reduzida na economia, segundo a qual os indivíduos devem ser livres para participar do mercado e gerar riqueza sem interferência do governo. Porém, os conservadores liberais também defendem que os indivíduos não podem ser completamente independentes para agir livremente em outras esferas da vida; portanto, eles creem que o Estado é necessário para garantir a lei e a ordem e que as instituições sociais são necessárias para nutrir um senso de dever e responsabilidade para com o povo. Ainda que possam ter posições socialmente conservadoras, tendem a ser moderados no que se refere a liberdades civis, sendo até certo ponto favoráveis aos direitos das mulheres, aos direitos LGBT+, à política verde, etc. Isso deve servir para criação de uma sociedade coesa e tolerante, com maiores níveis de responsabilidade individual e igualdade.
O conservadorismo liberal compartilha os princípios liberais clássicos como o compromisso com o individualismo, a crença na liberdade negativa, a defesa da liberdade de mercado e um menor império da lei. Mas, diferente do liberalismo clássico, o conservadorismo liberal tem uma agenda social mais forte e apoia certo grau de intervenção estatal, especialmente em áreas da vida social que os conservadores liberais acreditam que não devem ficar exclusivamente sujeitas às forças do mercado. Em países europeus, como a Alemanha, é comum conservadores liberais aderirem ao ordoliberalismo.

## Visão geral, definição e uso

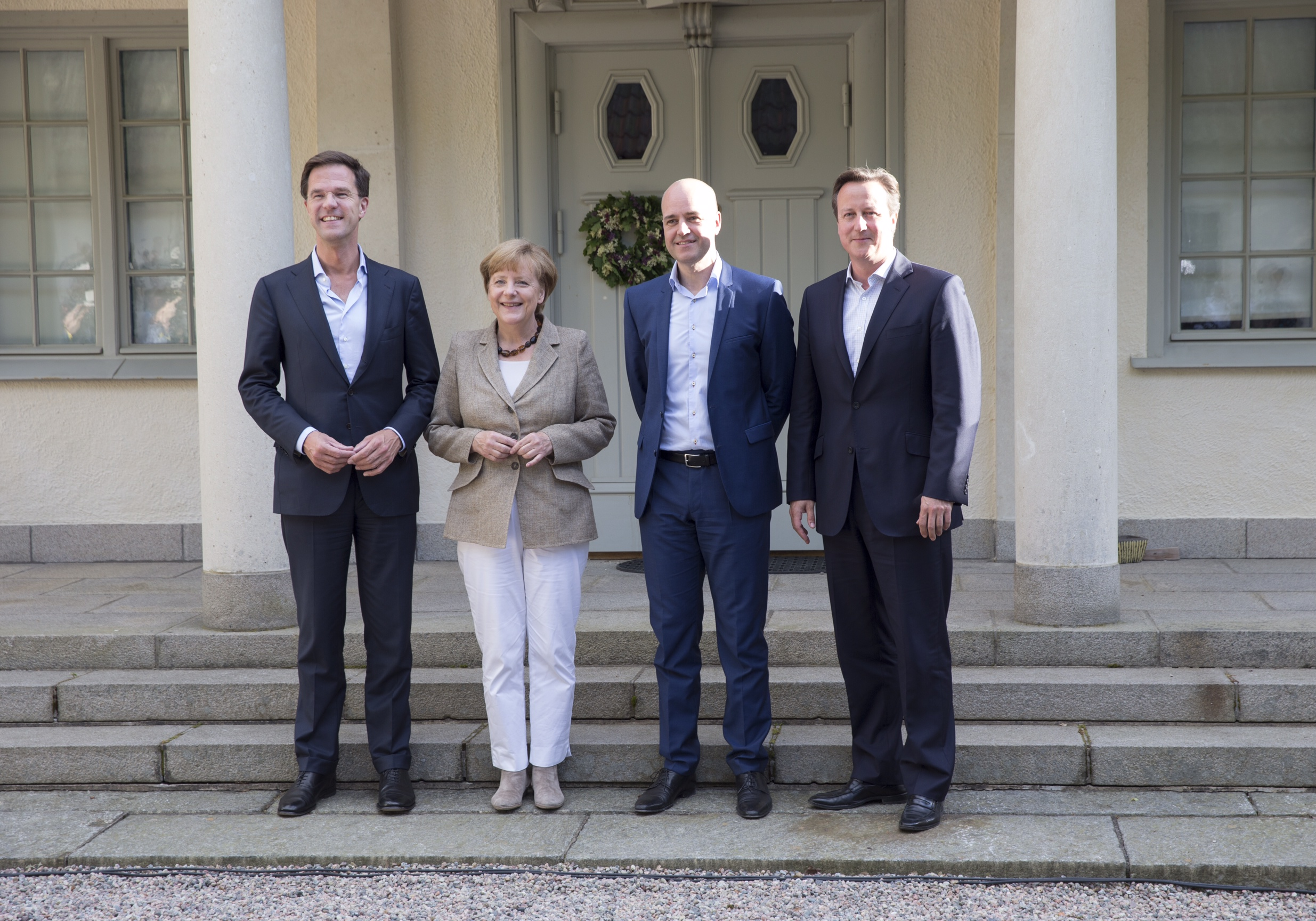
Mark Rutte, Angela Merkel, Fredrik Reinfeldt e David Cameron. Todos exemplos de conservadores liberais.

Tanto o conservadorismo quanto o liberalismo tiveram significados diferentes ao longo do tempo e em séculos diferentes. O termo conservadorismo liberal tem sido usado de maneiras bastante diferentes. Geralmente contrasta com o conservadorismo aristocrático, que considera o princípio da igualdade como algo discordante da natureza humana e enfatiza, em vez disso, a ideia de desigualdade natural. À medida que os conservadores nos países democráticos abraçaram instituições liberais típicas, como o Estado de direito, a propriedade privada, a economia de mercado e o governo representativo constitucional, o elemento liberal do conservadorismo liberal tornou-se consensual entre os conservadores. Em algumas nações, como Reino Unido e EUA, o termo conservadorismo liberal passou a ser entendido simplesmente como conservadorismo na cultura popular, levando alguns conservadores que abraçavam mais fortemente os valores liberais clássicos a se autodenominarem libertários (de direita). No entanto, liberais clássicos se diferem de libertários.
Na sua adoção de princípios liberais e de livre mercado, os conservadores liberais distinguem-se daqueles que defendem opiniões nacional-conservadoras, totalmente socialmente conservadoras e/ou populistas de direita. Conservadores liberais enfatizam a economia de livre mercado e a crença na responsabilidade individual, juntamente com a defesa dos direitos civis e certo apoio ao Estado de bem-estar social. Em comparação com outras tradições políticas de centro-direita, como a democracia cristã, os conservadores liberais são menos socialmente conservadores e mais liberalistas, favorecendo impostos baixos e intervenção estatal limitada na economia. Ainda assim, em países europeus, como a Alemanha, conservadores liberais chegam a ser associados com a democracia cristã.
No discurso europeu moderno, o conservadorismo liberal geralmente abrange perspectivas políticas de centro-direita que rejeitam o conservadorismo social exacerbado. Esta posição também está associada ao apoio a formas moderadas de rede de proteção social e ambientalismo. Esta variedade de conservadorismo liberal tem sido defendida pelos conservadores nórdicos (como o Partido Moderado na Suécia, o Direita na Noruega e o Coligação Nacional na Finlândia) que concorrem com populistas mais à direita e não incluem democratas-cristãos; e às vezes o Partido Conservador britânico. Numa entrevista logo após assumir o cargo de primeiro-ministro em 2010, David Cameron apresentou-se como um conservador liberal. Durante o seu primeiro discurso numa conferência do partido em 2006, Cameron definiu isto como acreditar na liberdade individual e nos direitos humanos, mas ser cético em relação a "grandes esquemas para refazer o mundo".
Nos EUA, como o termo "liberal" está mais associado com a esquerda, o emprego de "conservadorismo moderado" é mais frequente, especialmente para se referir à uma ala minoritária no Partido Republicano.

## Conservadorismo clássico e liberalismo

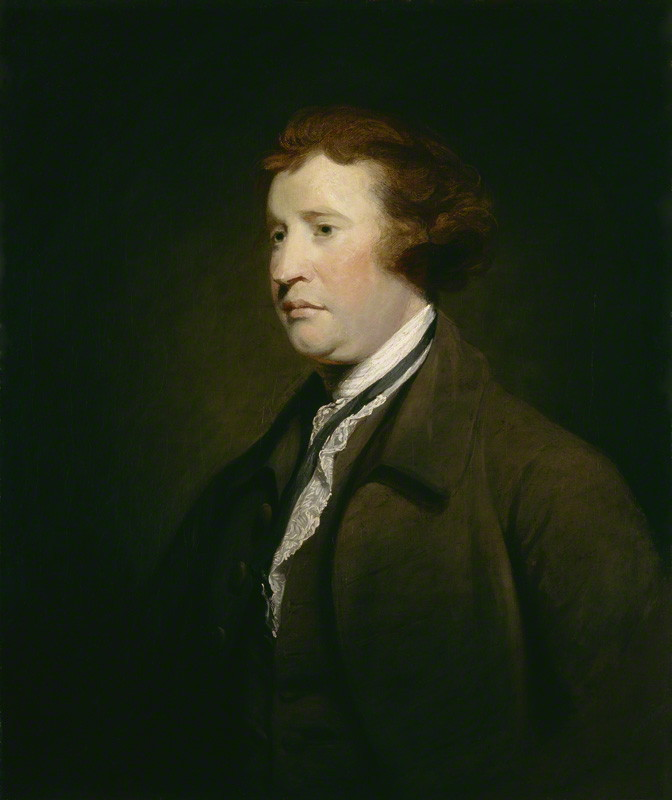
Edmund Burke

Historicamente, nos séculos XVIII e XIX, o conservadorismo incluía vários princípios baseados na questão da tradição, respeito à autoridade e valores religiosos. Esta forma de tradicionalismo ou conservadorismo clássico é às vezes considerada como tendo suas mais representativas exposições nos manuscritos de Edmund Burke, além de Joseph de Maistre e de papas pós-iluministas. O liberalismo contemporâneo (agora chamado de liberalismo clássico) defendia tanto liberdade política para indivíduos, quanto o liberdade de mercado na esfera econômica. Ideias assim foram desenvolvidas por John Locke, Montesquieu, Adam Smith, Jeremy Bentham e John Stuart Mill, que são, respectivamente, lembrados como os pais do liberalismo clássico, da separação da Igreja e Estado, do liberalismo econômico, do utilitarismo e do liberalismo social.

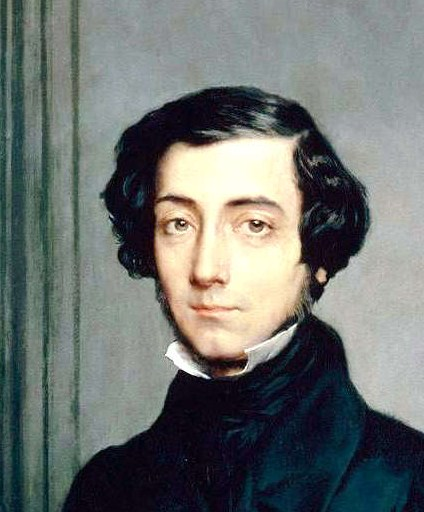
Alexis de Tocqueville

A máxima do conservadorismo liberal, de acordo com o estudioso Andrew Vincent, é "a economia vem antes da política". Outros enfatizaram a abertura da mudança histórica e a suspeição de maiorias tirânicas por trás do cumprimento das liberdades civis e virtudes tradicionais, por autores como Edmund Burke e Alexis de Tocqueville, como base do conservadorismo liberal atual, como pode ser visto em obras de Raymond Aron e Michael Oakeshott, e a perspectiva ideológica de políticos e partidos de centro-direita. Contudo, ainda predomina a percepção de que os conservadores liberais originais são aqueles que combinam atitudes socialmente conservadoras com medidas economicamente liberais, adaptando a prévia compreensão aristocrática das desigualdades naturais entre homens ao domínio da meritocracia, sem criticar diretamente privilégios de nascimento uma vez que liberdades individuais foram garantidas. Ao longo do tempo, a maioria dos conservadores no mundo ocidental veio a adotar ideias econômicas favoráveis à liberdade de mercado conforme a revolução industrial avançou e a aristocracia perdeu seu poder, na medida em que tais ideias agora são associadas com o conservadorismo. No entanto, na maior parte do mundo o termo "liberal" é usado para descrever aqueles defensores do laissez-faire econômico. Este é o caso, por exemplo, na Europa continental, Austrália e América Latina.
O termo é usado por alguns autores como Meira Penna, José Murilo de Carvalho e José Guilherme Merquior.
Seu uso justificado por várias razões. Roger Scruton, um dos mais conhecidos conservadores modernos, considera pessoas que geralmente são reconhecidas como liberais (ou se consideravam como tal), tais como Friedrich Hayek, Adam Smith e David Hume, como conservadores.
Russell Kirk, um dos maiores sistematizadores do pensamento conservador, aceitava a aproximação do liberalismo clássico com o conservadorismo, bem como seu amigo e influência, Wilhelm Röpke, economista ordoliberal de valores conservadores, que em certas situações inclusive se definiu como conservador liberal.
Edmund Burke, conhecido como "pai do conservadorismo", em sua época era um Whig, do partido liberal britânico que se opunha ao partido de linha mais conservadora, Tory. Defendia a liberdade de mercado, era amigo de David Hume e admirava Adam Smith. Sobre o último, ele disse, em uma carta: "tenho uma profunda admiração por seu trabalho e por seu caráter". E também resenhou de forma elogiosa as duas maiores obras de Smith, A Teoria dos Sentimentos Morais e A Riqueza das Nações. Sobre a primeira, ele disse que parece ''mais pintura do que escrita". Adam Smith dizia que Burke era o único homem que, sem ter tido qualquer contato anterior, tinha as ideias econômicas mais parecidas com as dele. Burke também defendeu a emancipação católica e o direito dos colonos americanos contra os abusos do governo inglês. O sistematizador do liberalismo, Lorde Acton, mesmo sendo católico, considerava como tendo elementos fortemente liberais Tomás de Aquino, e considerava Edmund Burke um dos maiores liberais.
Alexis de Tocqueville é influência de liberais e conservadores e pouco se sabe se ele era um ou outro. Ele, tal como Burke, enfatizava o valor da família, da moral e das instituições, e era forte defensor da liberdade e opositor do Antigo Regime. Russell Kirk o considera como um dos grandes conservadores.
Da mesma forma podemos falar sobre Bertrand de Jouvenel, herdeiro da tradição de Tocqueville, que não dá para classificar com toda a certeza seja dentro do liberalismo ou do conservadorismo. Em uma de suas mais importantes biografias, ele foi chamado de "conservador liberal".
Francis Lieber separava a "liberdade anglicana" (inglesa) e a "liberdade galicana" (francesa).
O historiador Guido de Ruggiero associava o liberalismo inglês à conservação de tradições medievais contra a monarquia absoluta. David Hume, amigo tanto de Burke quanto de Adam Smith, é considerado tanto como um liberal quanto como um dos primeiros conservadores.
Na França havia um grupo de liberais chamados "garantistas", como Guizot e Benjamin Constant. Eles foram frequentemente comparados com os Whigs ingleses, o mesmo partido de Burke. Defendiam a liberdade, de expressão, imprensa, religiosa, de mercado e o Estado de direito. Eles, ainda assim, defendiam uma democracia limitada, sendo muitos deles contra o sufrágio universal, e alguns deles, como os próprios Guizot e Constant, influenciaram o Brasil com a ideia do poder moderador. Guizot defendia um "direito natural divino", uma lei maior que limitava todo o governo.
Frequentemente associa-se o conservadorismo liberal ao pensamento de alguns liberais brasileiros logo antes da independência do Brasil ou durante o período monárquico, alguns que estudaram na Universidade de Coimbra. O Visconde de Cairu, que traduziu Adam Smith e Edmund Burke para o Brasil, e José Bonifácio, o Patriarca da Independência, frequentemente são associados a essa linha de pensamento.